# Uintacrinus
Uintacrinus  è un genere  estinto di echinodermi appartenente ai crinoidi. Visse nel Cretaceo superiore (circa 80 milioni di anni fa) e i suoi resti sono stati ritrovati in gran parte del mondo.

## Descrizione
Questi crinoidi erano sprovvisti del peduncolo che caratterizza gran parte delle forme estinte; il calice, in compenso, era molto grande e globulare, ricoperto da piccole piastre poligonali. La base delle braccia era incorporata all'interno del calice; queste braccia erano estremamente strette e allungate: in alcune forme la lunghezza delle braccia sfiorava il metro e mezzo, a partire da un calice largo circa cinque centimetri.

## Biologia
Questo genere di crinoidi viveva sul fondo del mare, immersi nel fango soffice; le lunghe braccia erano utilizzate dall'animale per procurarsi il cibo, principalmente plancton.

## Fossili
I resti fossili di Uintacrinus sono di solito rinvenuti sotto forma di piastre colonnari separate, ma in alcuni giacimenti si possono trovare esemplari completi ben conservati. Nel Kansas, nel cosiddetto calcare di Niobrara, ad esempio, i resti di uintacrino vengono rinvenuti in quantità l'uno accanto all'altro. La specie più nota è Uintacrinus socialis.